# (31182) 1997 YZ3
1997 واي زد 3 (ويعرف أيضًا باسم (31182) 1997 واي زد 3 وفق تسمية الكوكب الصغير) (بالإنجليزية: 1997 YZ3)‏ هو كويكب ضمن حزام الكويكبات؛ وترتيبه 31182 من حيث الاكتشاف.
اكتُشف هذا الجُرم الفلكي بواسطة برنامج شميدت للكويكبات في بكين في 22 ديسمبر 1997.

## وصلات خارجية
- (31182) 1997 YZ3 في قاعدة بيانات مختبر الدفع النفاث لأجرام النظام الشمسي الصغيرة

- الاكتشاف · مخطط المدار ·  العناصر المدارية · المعلمات المادية

- (31182) 1997 YZ3 على موقع ويكي سكاي: DSS2, SDSS, GALEX, IRAS, Hydrogen α, X-Ray, Astrophoto, Sky Map, Articles and images